# Неподвижная точка

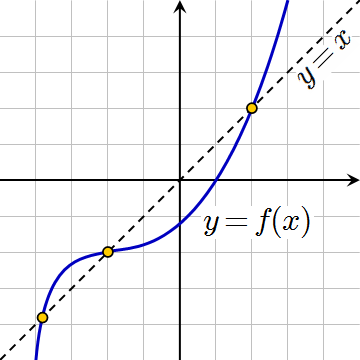
Отображение с тремя неподвижными точками

Неподвижная точка в математике — точка, которую заданное отображение переводит в неё же, иными словами, решение уравнения {\displaystyle f(x)=x}. Иногда такую точку называют инвариантной [по названию соответствующего у неё свойства].
К примеру, отображение {\displaystyle f(x)=x^{2}-3x+3} имеет неподвижные точки {\displaystyle x=1} и {\displaystyle x=3}, поскольку {\displaystyle f(1)=1} и {\displaystyle f(3)=3}.
Неподвижные точки есть не у всякого отображения: скажем, отображение {\displaystyle f(x)=x+1} вещественной прямой в себя неподвижных точек не имеет.
Точки, возвращающиеся в себя после определённого числа итераций, то есть, решения уравнения
{\displaystyle f(f(\dots f(x)\dots ))=x},
называются периодическими (в частности, неподвижные точки — это периодические точки периода {\displaystyle 1}).

## Притягивающие неподвижные точки

Шаги метода простой итерации с начальным значением. Пределом является число Дотти.

Неподвижная точка {\displaystyle x=f(x)} отображения {\displaystyle f} — притягивающая, если результат последовательного применения {\displaystyle f} к любой точке {\displaystyle y}, достаточно близкой к {\displaystyle x}, будет стремиться к {\displaystyle x}:
{\displaystyle \underbrace {f(f(\dots f(y)\dots ))} _{n}\rightarrow x,\quad n\rightarrow \infty }.
При этом обычно требуют, чтобы результат каждой итерации не покидал некоторой большей окрестности точки {\displaystyle x}, то есть чтобы точка {\displaystyle x} была асимптотически устойчива.
В частности, достаточным условием, чтобы точка была притягивающей, является условие {\displaystyle |f'(x)|<1}.

### Метод Ньютона
Одним из применений идеи притягивающей неподвижной точки является метод Ньютона: решение уравнения оказывается притягивающей неподвижной точкой некоторого отображения — и потому может быть найдено как предел очень быстро сходящейся последовательности чисел, полученных его повторным применением.
Наиболее известным примером применения этого метода является нахождение квадратного корня из числа {\displaystyle a\geqslant 0} как предела итераций отображения
{\displaystyle f(x)={\cfrac {x+{\frac {a}{x}}}{2}}}.